# Anacrobunus palawanensis
Anacrobunus palawanensis is een hooiwagen uit de familie Epedanidae. De wetenschappelijke naam van Anacrobunus palawanensis gaat terug op Suzuki, 1985. De soortnaam ontbreekt helaas in veel verouderde online bronnen.